# Paracooperia
Paracooperia ist eine Gattung der Fadenwürmer mit neun Arten. Sie sind Darmparasiten bei Hornträgern der Alten Welt.

## Merkmale
Paracooperia hat die Merkmale der Cooperiini. Die seitlichen Leisten der Synlophe sind rückenwärts gerichtet und stärker entwickelt als die mittigen, die seitlich-rückenseitigen größer als die seitlich-bauchseitigen. Die dritte Rippe der Bursa copulatrix ist länger als die vierte. Die Spicula der Männchen habe eine Einkerbung.

## Systematik
Zur Gattung gehören nach dem Interim Register of Marine and Nonmarine Genera folgende Arten:
- Paracooperia daubneyi Travassos, 1937
- Paracooperia devossi Boomker & Kingsley, 1984
- Paracooperia horaki Boomker, 1986
- Paracooperia mazabukae Le Roux, 1950
- Paracooperia nodulosa Schwartz, 1928
- Paracooperia raphiceri Ortlepp, 1939
- Paracooperia serrata (Mönnig, 1931)
- Paracooperia sichuanensis Jiang, Guan, Yan & Zhou, 1988
- Paracooperia tragelaphi Gibbons & Khalil, 1980

Synonym der Gattung ist Schwartziella Leroux, 1936.